# Soera De Verbodenverklaring
Soera De Verbodenverklaring is een soera van de Koran.
De soera is vernoemd naar een verbodenverklaring, genoemd in aya 1. De soera waarschuwt tegen ongelovigheid en benoemt ook onder anderen de vrouwen van Nuh en Loet.

## Bijzonderheden
Mohammed onthield zich van een van zijn vrouwen, vanwege intriges onder de vrouwen onderling. Daarop werd deze soera geopenbaard en werd Mohammed vermaand.